# Dagmar Hansen (dokumentarfilm)
|  | Denne artikel er oprettet af botten Steenthbot ud fra en ekstern database. Den kan derfor have sproglige fejl eller mangler. Denne skabelon kan fjernes efter kontrol af indholdet. |

Dagmar Hansen er en dansk dokumentarisk optagelse fra 1903 instrueret af Peter Elfelt.

## Handling
Skuespillerinde Dagmar Hansen (1871-1959) skifter kostume, assisteret af sin påklæderske.

## Medvirkende
- Dagmar Hansen